# Luis Mariano
Luis Mariano, da pronunciarsi: Marianò; all'anagrafe Mariano Eusebio González y García (Irun, 13 agosto 1914 – Parigi, 14 luglio 1970), è stato un tenore e attore spagnolo naturalizzato francese.
Divenne celebre nel 1945 grazie alla canzone La Belle de Cadix.

## Biografia
Nativo dei Paesi Baschi, durante la guerra civile spagnola Mariano si rifugiò con la famiglia in Francia, nazione nella quale visse fino alla sua morte. La sua produzione come cantante è espressa quasi interamente in lingua francese.
Amante del disegno, frequentò l'Accademia delle belle arti di Bordeaux, anche se la sua vera fortuna fu poi il canto.
Nel 1943 interpretò il ruolo di Ernesto in Don Pasquale di Gaetano Donizetti al Palais de Chaillot a Parigi; raggiunse la fama grazie alla canzone La belle de Cadix, cantata nel 1945 nel ruolo di Carlos Médina in occasione della prima assoluta parigina di La belle de Cadix di Francis Lopez.
Nel 1947 fu Juanito Perez nella prima assoluta di Andalousie di Lopez a Parigi, nel 1951 Vincent nella prima assoluta di Le chanteur de Mexico di Lopez al Théâtre du Châtelet e nel 1959 Marco Polo nella prima assoluta di Le Secret de Marco Polo di Lopez al Théâtre du Châtelet.
La celebrità di Mariano andò via via aumentando, tanto da farlo considerare uno dei cantanti più importanti del mondo, grazie a brani come Chanteur de Mexico (1951), Andalousie (1947) e le Chevalier du Ciel. Nel 1956 il singolo La Plus Belle Chose au Monde conquistò la prima posizione in Francia per quattro settimane.

## L'attività da attore

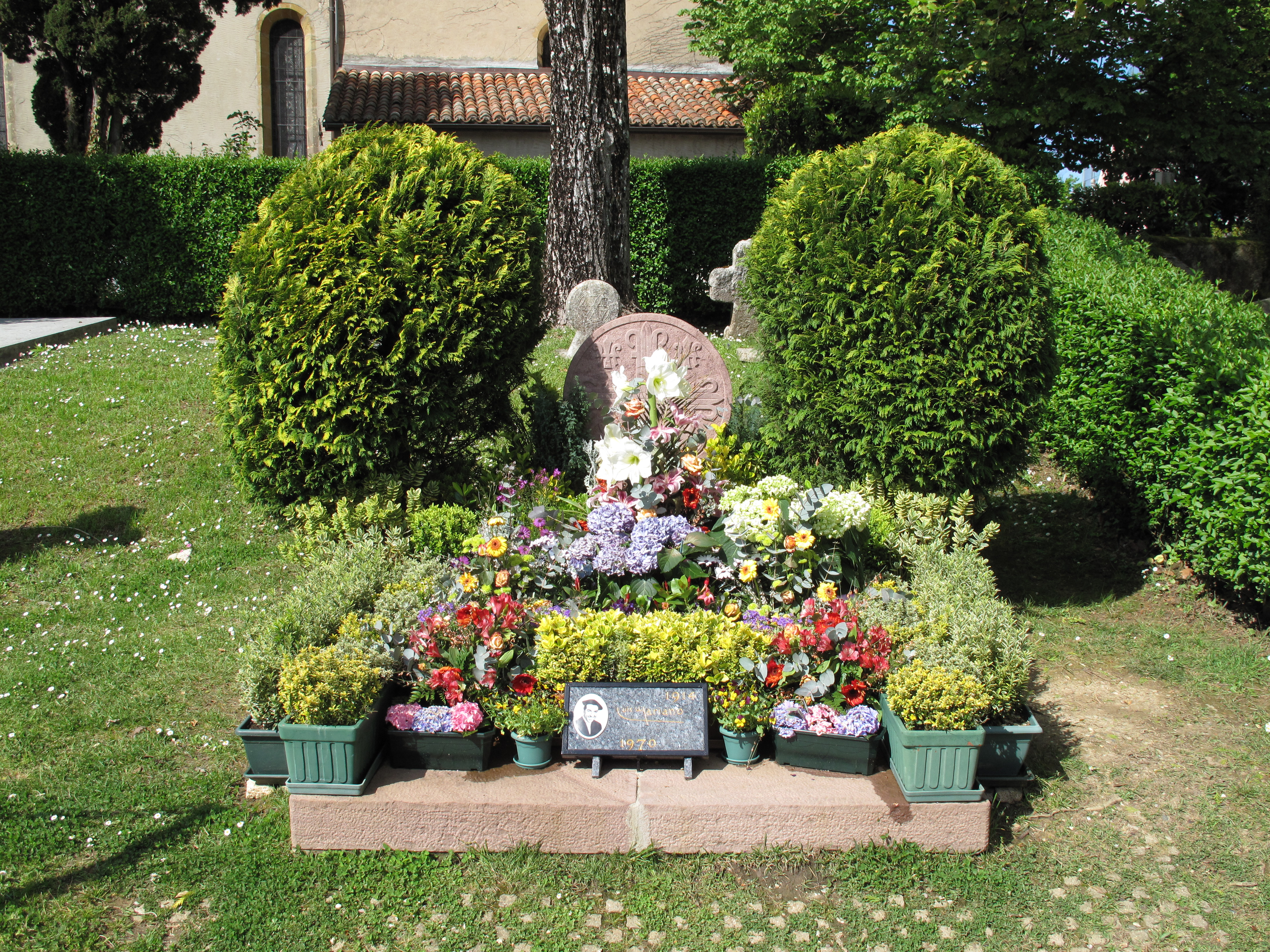
La tomba di Mariano ad Arcangues, sui Pirenei Atlantici

Apparve in una ventina di film, tra cui Andalousie fu forse il maggior successo. Verso la metà degli anni sessanta compì alcune tournée visitando tra le altre nazioni anche la Romania, dove ripropose i suoi successi.
Nel film L'ottavo giorno, sono presenti due sue canzoni: L'amour est un bouquet de violettes, e Maman la plus belle du monde (nota in Italia con il titolo La più bella del mondo). Luis Mariano è interpretato in questo film da Laszlo Harmati, mentre la madre di Georges, sempre nel film, è innamorata delle canzoni di Mariano.
Nel film Saluti e baci (1953) interpretò se stesso.

## Vita privata
Della vita privata di Luis Mariano si hanno poche notizie: non ebbe figli, né moglie, né fidanzate. Si pensava fosse omosessuale, ma ciò fu smentito dal suo entourage.
Morì a Parigi il 14 luglio 1970, in conseguenza di una epatite virale contratta qualche anno prima e probabilmente mal diagnosticata.

## Discografia parziale
- C'est magnifique, 1955 - prima posizione nelle Fiandre in Belgio per 2 settimane
- Les lavandières du Portugal, 1955 - decima posizione nelle Fiandre in Belgio
- 20 chansons d'or: Luis Mariano, 1998 EMI
- Luis Mariano: L'album souvenir, 2000 EMI
- La belle de Çadix, Luis Mariano - 2000 EMI
- The Very Best of Luis Mariano - 2004 Spider
- Le secret de Marco Polo - Luis Mariano, 2009 Membran
- Luis Mariano: Greatest Hits! - 2012 The Restoration Project
- Lima, Luis Mariano - 2013 Rendez-Vous Digital
- Ma belle au Bois dormant - Luis Mariano, 2013 Rendez-Vous Digital

## Filmografia parziale
- Andalusia (El sueño de Andalucía), regia di Robert Vernay (1950)
- Violette imperiali (Violetas imperiales), regia di Richard Pottier (1952)
- La belle de Cadix regia di Raymond Bernard (1953)
- Saluti e baci regia di Giorgio Simonelli (1953)
- L'avventuriero di Siviglia (L'aventurier de Seville - Aventuras del barbero de Sevilla) regia di  Ladislao Vajda (1954)
- Texas (Sérénade au Texas), regia di Richard Pottier (1958)